# Hermann Salmang
Hermann Salmang, né le 18 mars 1890 à Aix-la-Chapelle et mort le 27 septembre 1962 dans les environs de Fribourg-en-Brisgau, en Allemagne, est un chimiste, à la fois métallurgiste et céramiste allemand. 

## Parcours biographique
Après son baccalauréat, Hermann étudie chimie et métallurgie à côté de son domicile à Aix-la-Chapelle au sein de l'école technique d'ingénieur, dénommée Rheinisch-Westfälische technische Hochschule. Il y est ensuite nommé assistant pour finir son doctorat en 1915. Il passe deux ans comme chimiste dans une usine à gaz fabricant de Wasserstoffgas à Düsseldorf, il se porte volontaire dans l'armée allemande, il est muté sur le Front de l'ouest, il en revient avec la croix de fer EK I et EK II.
Après cette longue période de guerre, le militaire démobilisé Hermann reprend son travail à la RWTH de Aix-la-Chapelle. Il y obtient une qualification pour l'enseignement supérieure en 1926 et une place de maître de conférence dans le domaine technologique des forges et des matériaux métallurgiques, ainsi que des matériaux de construction ou de protection céramiques, réfractaires ou ignifuges. En 1928, il fonde par ses initiatives et prend la tête d'un institut des roches pour la sidérurgie et le métallurgie (Gesteinshüttenkunde Institut ou GHI) qui comporte plusieurs classes de formation. Ce n'est que le 18 août 1930 qu'il est nommé professeur à titre extraordinaire. Deux ans plus tard, il est nommé membre scientifique de la Société Kaiser-Wilhelm à Berlin pour la recherche dans les silicates, en particulier sur les Pyroxénoïdes. Il y est en plus choisi pour siéger au conseil ou sénat de la Kaiser-Wilhelm-Gesellschaft. De cette époque active paraisse la plupart de ses nombreuses publications.
Au printemps 1933 commence aussi à l'école technique supérieure d'Aix-la-Chapelle la dénonciation par la population étudiante politisée. Le comité général des étudiants, appelé ASTA (abréviation pour Allgemeiner Studentenausschuss) et les leaders étudiants, rassemblés sous l'égide d'un comité extraordinaire de dénonciation des salariés de l'institution, composé de Hermann Bonin, Hubert Hoff, Felix Rötscher, Adolf Wallichs et Robert Hans Wentzel, parviennent à communiquer et à notifier officiellement des informations concernant l'ascendance aryenne des professeurs et autres maîtres de cours et ainsi, par ce lot de suppositions gratuites ou parfois avérées a générer des effets politiques indésirables. Le directeur en titre Salmang, en raison de son origine juive, doit impérativement se retirer à partir de la rentrée de septembre 1933, faute de renouvellement de l'habilitation professorale, selon la Loi allemande sur la restauration de la fonction publique du 7 avril 1933, de même que les professeurs Otto Blumenthal, Walter Maximilian Fuchs, Arthur Guttmann, Ludwig Hopf, Theodore von Kármán, Paul Ernst Levy, Karl Walter Mautner, Alfred Meusel, Léopold Karl Pick, Rudolf Ruer et Ludwig Strauss. Une supplique du patron de l'université en titre, le vénérable recteur Paul Röntgen est adressé auprès du commissaire responsable du ministère de l'éducation, Bernhard Rust pour que Hermann Salmang, en raison de ses états de services exemplaires pendant la Grande Guerre et son patriotisme jamais mis en défaut, puisse momentanément surseoir et obtenir a minima une habilitation contractuelle pour poursuivre ses intéressantes recherches. Les autorités du Reich indifférentes à son sort suspendent toute autorité au chercheur précaire et surveillé qu'est devenu le pauvre Hermann Salmang, prélude à l'annulation de sa petite habilitation précaire et à son vulgaire congédiement de l'institut de recherche qu'il avait lui-même créé. Cependant, rétrogradé en aide technique dans un coin de paillasse, Hermann préfère de son côté en finir avec cette descente au enfer au cours de l'année 1938, il disparaît pour éviter une captivité infamante et émigre comme simple clandestin vers les Pays-Bas.
Il est évident qu'un tel spécialiste est bien accueilli aux Pays-Bas, il y prend la direction de la manufacture de porcelaine de Maastricht, mais il doit compter plus que jamais sur son réseau d'amis et de soutiens néerlandophones pour échapper et se soustraire à la Gestapo qui, informé de sa présence, essaie de saisir le fugitif.
En 1950, Hermann Salmang demande et obtient la nationalité néerlandaise, mais, rassuré sur l'évolution de l'Allemagne fédérale, le chercheur revient à l'école technique RWTH de Aix-la-Chapelle et entre en 1954 au sein de la Société Max-Planck. Pour ses services méritoires et son excellence en sciences appliquées, il a été récompensé, en 1955, avec la plaquette Seger de la société de céramique allemande en l'honneur de Hermann August Seger, ainsi qu'en 1960 de la médaille commémorative Otto-Schott de la Société allemande des techniques du verre. 
Des suites d'un accident de voiture dans la région montagneuse de Brisgau, Hermann Salmang est décédé le 27 septembre 1961. Aujourd'hui, son souvenir est associé à la médaille commémorative en "porcelaine Hermann-Salmang" décernée à partir de 1978, dont il est un des premiers titulaires, sans oublier l'Institut de métallurgie et des roches minérales, ou IGH (GH pour Gesteinshüttenkunde) où se trouve le portrait de son fondateur et la dénomination d'un auditorium.

## Œuvres (liste d'ouvrages non exhaustive, la plupart non traduit en allemand)
- Über die Ammoniakbildung bei der Vergasung von Koks und Kohlen durch Dampf und Luft ou Sur la formation d'ammoniac lors de la gazéification du coke et le charbon par de la vapeur d'eau et de l'air ; Aix-la-Chapelle, 1914
- Die Rolle des Wassers bei der Verformung der Tone ouLe rôle de l'eau, lors de la déformation des Argiles, Coburg, Müller & Schmidt, 1926
- Betrachtungen über die Ursachen des bildsamen Zustandes der Tone ou Considérations sur les causes de la formation des Argiles; Coburg, Müller & Schmidt, 1928
- Das Institut für Gesteinshüttenkunde an der Technischen Hochschule Aachen ou L'institut de Gesteinshüttenkunde à l'université technique d'Aix-la-Chapelle; Coburg, Müller & Schmidt, 1928
- Ton und Wasser ou De l'argile et de l'eau; Dresde, Éditeur Theodor Steinkopff, 1929
- Untersuchungen über die Eigenschaften von gebrannten Ton-Tonerde-Mischungen bei verschiedenen Brennbedingungen ou Les études sur les propriétés de la cuisson des mélanges à base d'alumine à différentes conditions de cuisson; Coburg, Müller & Schmidt, 1929
- Herstellung schlackenbeständiger Geräte aus Magnesia und Tonerde; Düsseldorf ou Fabrication des appareils à résistance au laitier de magnésie et d'alumine; Düsseldorf, Éditions Stahleisen, 1933
- Die physikalischen und chemischen Grundlagen der Keramik ou Les propriétés physiques et chimiques au fondement de la céramique, Julius Springer, Berlin, 1933. Réédition allemande partielle et complémentée par Horst Scholze "Die physikalischen und chemischen Grundlagen der Keramik" en 1968. Voir aussi l'ouvrage récent Hermann Salmang, Horst Scholze, Keramik, Springer-Verlag Berlin Heidelberg, 2007, 1148 pages (parfois en 2 tomes),  (ISBN 978-3-540-63273-3) .
  - Traduction française : Hermann  Salmang, La Céramique du point de vue physique et chimique, vol. 2, Paris 92 rue Bonaparte, Dunod (traduit de l'allemand par Gertrude Biéler), 1935, 266 p..
- Die Oxydationsstufen des Eisens in Schlacken in Abhängigkeit von der chemischen Zusammensetzung, der Temperatur und der Ofenatmosphäre ou Les matériaux d'oxydation du fer au sein des scories en fonction de la composition chimique, de la température et de l'atmosphère du four; Düsseldorf, Éditions Stahleisen, 1934
- Die physikalischen und chemischen Grundlagen der Glasfabrikation ou Les propriétés physiques et chimiques au fondement de la fabrication verrière, Springer, Berlin, 1957